# Ким Хён Чжун (политик)
Ким Хён Чжун (кор. 김형준; род. 26 ноября 1949, Хамгён-Пукто, КНДР) — северокорейский политический деятель и дипломат, заместитель председателя ЦК Трудовой партии Кореи, член Политбюро и член Комиссии по государственным делам Северной Кореи. Бывший посол КНДР в России.

## Биография
Родился в провинции Хамгён-Пукто. Занимал пост посла в Ливане с 2000 года. После этого он был послом в Сирии и резидентом Кувейта в Дамаске, а также послом в Кувейте, послом в Иордании, послом в Катаре и послом в Бахрейне.  В январе 2005 года назначен министром иностранных дел.
28 августа 2014 года Ким Хён Чжун был назначен послом в России  и занимал эту должность до 2019 года, координировал первую встречу лидера Ким Чен Ына с президентом России Владимиром Путиным в апреле 2019 года, также был выдвинут кандидатом по политическим вопросам, будучи назначен заместителем председателя партии и международным директором партии. Он отвечает в партии за иностранные дела и намерен укреплять отношения с Россией. Преемником Ким Хён Джуна в качестве посла в России стал Син Хон Чхоль.
В марте 2020 года он был замечен голосующим на заседании Политбюро — это право, зарезервированное только для полноправных членов, и поэтому предполагается, что он стал им.

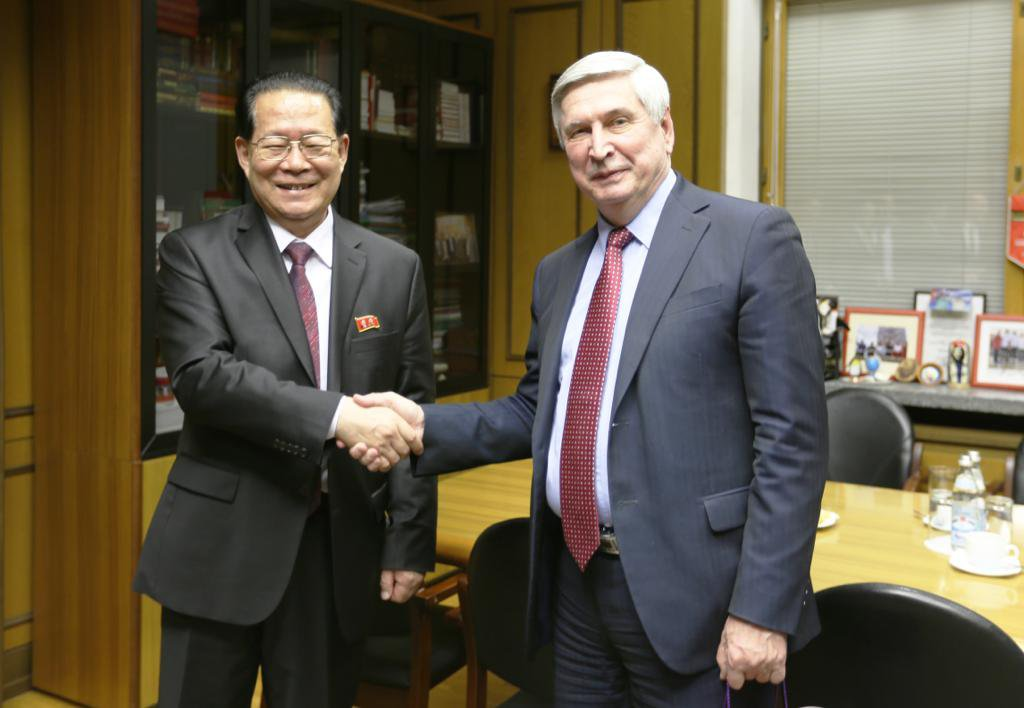
Встреча Ивана Мельникова и Ким Хён Чжуна

1 января 2020 года северокорейское информационное агентство сообщило, что важные кадровые вопросы ключевых должностных лиц и заместителей председателя партий произошли в конце 2019 года на Генеральной ассамблее Центрального комитета Трудовой партии Кореи. В начале января он был избран заместителем председателя ЦК Трудовой партии Кореи. 12 апреля 2020 года он был избран членом Комиссии по государственным делам на 3-м заседании Верховного народного собрания 14-го созыва.